# Albert Voget

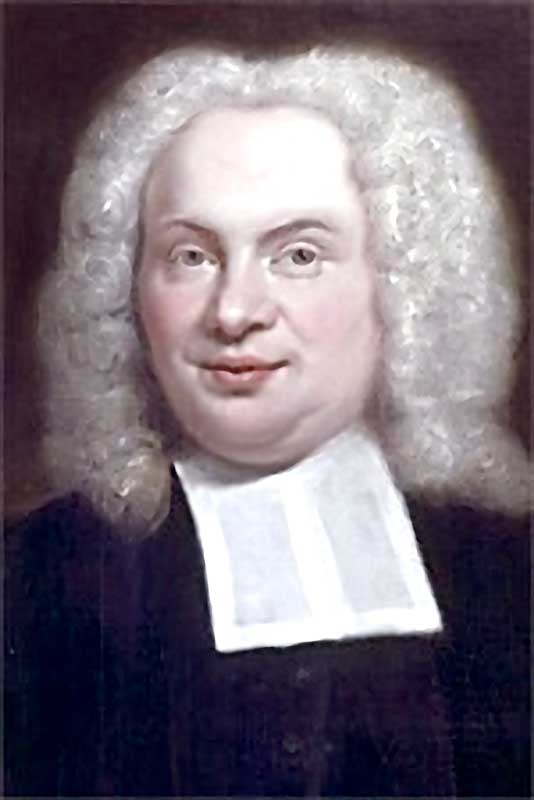
Albert Voget

Albert Voget (auch: Vaget; * 17. März 1695 in Bremen; † 23. April 1771 in Utrecht) war ein deutscher reformierter Theologe.

## Leben
Voget hatte 1709 das Gymnasium in Bremen besucht und 1714 seine Studien an der Universität Utrecht absolviert. Nachdem er 1716 eine Legationspredigerstelle in Brüssel bekleidet hatte, erhielt er am 15. August 1717 eine Pfarrstelle in Heemstede. Am 27. Juli 1721 ging er als Pfarrer nach Middelburg und wurde dort Gymnasialprofessor der Theologie, welche Aufgabe er mit der Rede de natalibus ad aram Jehovae non factis (Middelburg 1723) begann.
Am 1. Dezember 1724 hatte er an der Utrechter Hochschule unter Hieronymus Simons van Alphen die Abhandlung Remissis examinibus et disputatione verteidigt und wurde daraufhin zum  Doktor der Theologie h. c. ernannt. 1727 beriefen ihn die Kuratoren der Universität Groningen zum  Professor der Theologie. Nachdem er am  27. November 1727 sein Pfarramt an der Groninger Universitätskirche angetreten hatte, trat er am folgenden Tag mit der Rede de studio theologiae allegoricae solide et sobrie instituendo (Groningen 1727) seine Professur an.
Am 1. Juni 1735 beriefen ihn die Kuratoren der Universität Utrecht zum Professor der Theologie, welches Amt er am 12. September 1735 mit der Rede De conjunctione sacerdotii et regni Christi antrat. Am 20. Oktober 1766 wechselte er dort auf die Professur der Kirchengeschichte. Er beteiligte sich auch an den organisatorischen Aufgaben der Utrechter Hochschule und war 1737/38 sowie 1756/57 Rektor der Alma Mater. Theologisch hatte er versucht, die Theologien von Cocejus und Voetius zu verbinden, blieb aber den theologischen Auseinandersetzungen seiner Zeit weitlich fern.

## Werke (Auswahl)
- Oratio de visione Nebuchodonosoris regna orbis terr. amplissima et imperium Christi intemperantissimum deformante. Utrecht 1736
- Intreereden in de Academiekerk van Stad. en Lande Tim. III. Groningen 1728
- Redevoering over de Godgeleerdheid. Middelburg 1729
- Kerkel. Redevoer. over Mars. Groningen 1734
- Over het LVIII tot LX. Hoofstuk van de Propheet Jesaias. Utrecht 1741
- Werkend voorstel en trekkend voorbeeld aangaande de hoogsle christen plicht. Groningen 1731
- Reden over Christus Priesterschap en koningrijken met een kerkreden over Handel. XXVI vers 22 en 23. Utrecht 1725
- Kerkel. Redevoering over Jer. XXXIV.:4, 5 bij het afsterven van Z.D.H. Willem Karel Hendrik Friso. Utrecht 1752
- Verklaring over den 1ste Brief van Johannes. Utrecht 1774 2. Bde.
- Ook verrijkte hij de vertaling der Kerkgeschiedenissen van Eusebius Pamfilus van van der Meersche met aanteeken. Amsterdam. 1749